# 炸肉餅

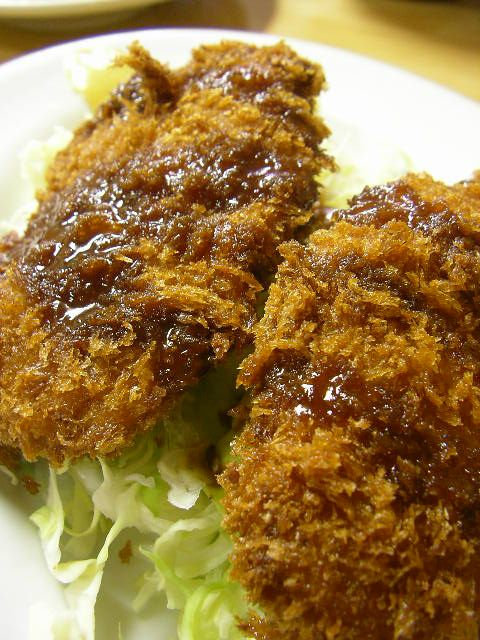
炸肉餅

炸肉餅（日语：メンチカツ）是洋食的一種，將豬肉或牛肉的絞肉，與切碎的洋葱、鹽、胡椒粉等混合揉成橢圓形或球形，並包裹上以麵粉、打好的雞蛋、麵包粉组成的麵衣，在油中炸出的日本料理。炸肉餅可在炒鍋中加入大量的油油炸，也可用平底鍋煎成。

## 起源
據說起源於明治時代東京淺草的一家洋食店所賣稱為「ミンスミートカツレツ（minced meat cutlet）」的料理，並從關東傳入關西 。

## 吃法

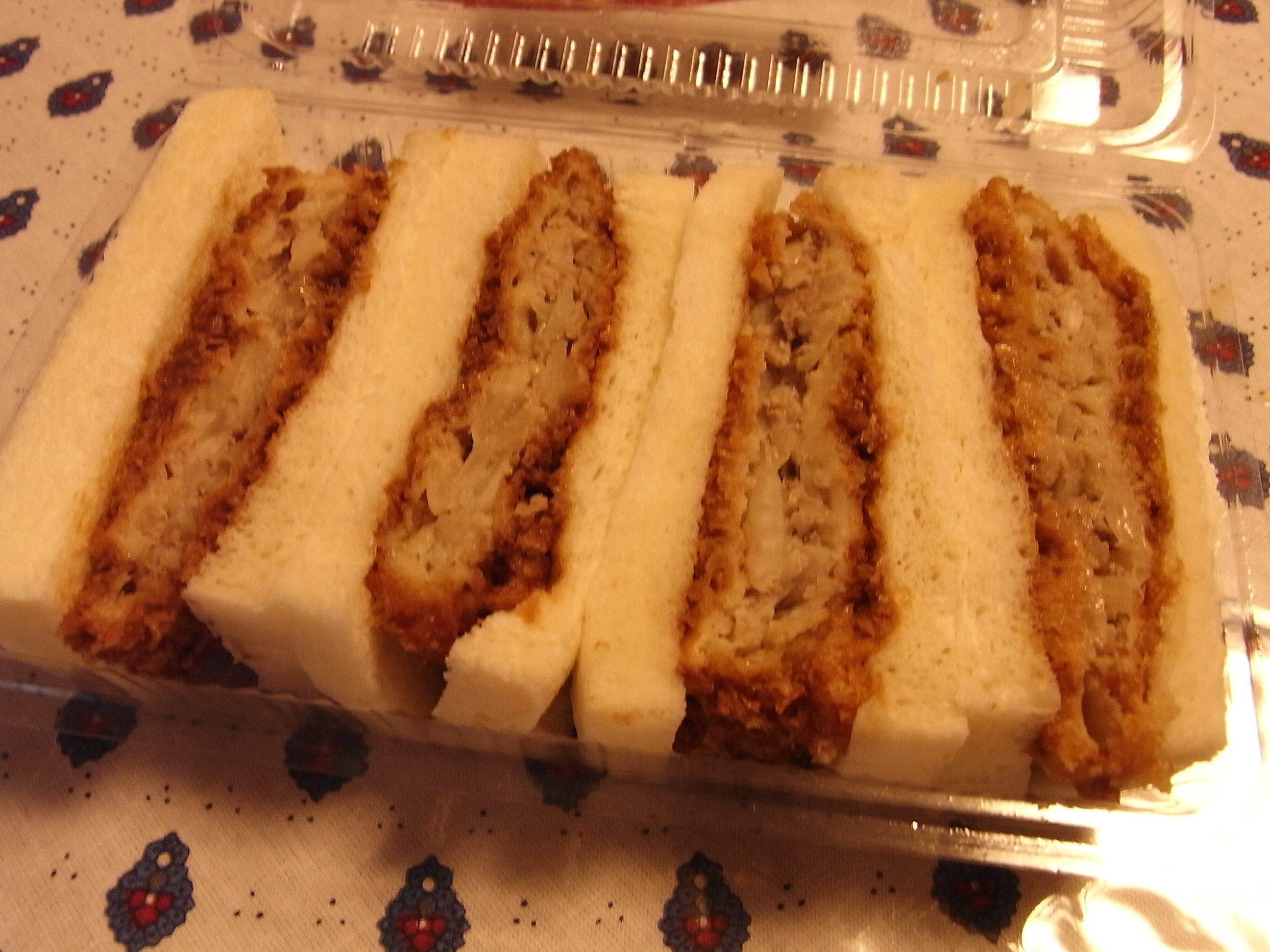

它通常會淋上伍斯特醬食用，也會夾在三明治或漢堡包中作為餡料。一般而言，炸肉餅給人的印象是一種受歡迎的平民洋食，但也有一些炸肉餅用上和牛來吸引人。它也是一種輕食、也常作為定食的一種，與米飯和味噌湯一起搭配。